# Los Campesinos!
Los Campesinos! — niezależny brytyjski zespół muzyczny założony w 2006 roku na Cardiff University. Nazwa zespołu pochodzi z języka hiszpańskiego i oznacza „chłopi”. Wszyscy członkowie zespołu używają pseudonimów artystycznych będących ich imieniem z „Campesinos!” zamiast prawdziwego nazwiska. Na przestrzeni lat zespół zmieniał kilkukrotnie skład, z oryginalnych siedmiu członków w obecnym składzie zostali Gareth, Neil oraz Tom.
Portal Pitchfork umieścił zespół na liście 200 najważniejszych artystów 25 lat istnienia portalu, a jego utwór „You! Me! Dancing!” na liście 200 najlepszych utworów pierwszej dekady XXI wieku. Mimo że zespół został założony w Walii, żaden z jego członków nie jest walijczykiem.

## Dyskografia[6][7][8]
| Tytuł                                                                | Typ              | Rok wydania | Pozycja (Wielka Brytania) |
| -------------------------------------------------------------------- | ---------------- | ----------- | ------------------------- |
| Sticking Fingers Into Sockets                                        | EP               | 2007        |                           |
| We Throw Parties, You Throw Knives / Don't Tell Me To Do The Math(s) | Singel           | 2007        |                           |
| You! Me! Dancing!                                                    | Singel           | 2007        |                           |
| International Tweexcore Underground                                  | Singel           | 2007        |                           |
| Death To Los Campesinos!                                             | Singel           | 2008        |                           |
| My Year In Lists                                                     | Singel           | 2008        |                           |
| Hold on Now, Youngster...                                            | Album            | 2008        | 72                        |
| Shred Yr Face Tour                                                   | EP               | 2008        |                           |
| We Are Beautiful, We Are Doomed                                      | Album            | 2008        |                           |
| There Are Listed Buildings                                           | Singel           | 2009        |                           |
| Romance Is Boring                                                    | Album            | 2010        | 92                        |
| Romance Is Boring                                                    | Single           | 2010        |                           |
| All's Well That Ends                                                 | EP               | 2010        |                           |
| Kindle A Flame In Her Heart                                          | Single           | 2010        |                           |
| Heat Rash #1: Romance                                                | Single           | 2011        |                           |
| By Your Hand                                                         | Single           | 2011        |                           |
| Hello Sadness                                                        | Album            | 2011        |                           |
| Hello Sadness                                                        | Single           | 2011        |                           |
| Songs About Your Girlfriend                                          | Single           | 2011        |                           |
| Heat Rash #2: Conversations                                          | Single           | 2011        |                           |
| Tiptoe Through The True Bits                                         | Single           | 2012        |                           |
| Heat Rash #3: Footnotes                                              | Single           | 2012        |                           |
| Heat Rash #4: On Tour                                                | Single           | 2012        |                           |
| A Doe To A Deer                                                      | Single           | 2012        |                           |
| A Good Night For A Fistfight (Live At Islington Assembly Hall)       | Album koncertowy | 2012        |                           |
| What Death Leaves Behind                                             | Single           | 2013        |                           |
| Avocado, Baby                                                        | Single           | 2013        |                           |
| No Blues                                                             | Album            | 2013        |                           |
| When Christmas Comes                                                 | 2014             |             |                           |
| Little Mouth                                                         | Singel           | 2014        |                           |
| A Los Campesinos! Christmas                                          | EP               | 2014        |                           |
| I Broke Up In Amarante                                               | Singel           | 2016        |                           |
| 5 Flucloxacillin                                                     | Singel           | 2017        |                           |
| The Fall Of Home                                                     | Singel           | 2017        |                           |
| Renato Dall'Ara (2008)                                               | Singel           | 2017        |                           |
| Sick Scenes                                                          | Album            | 2017        | 83                        |
| Whole Damn Body                                                      | EP               | 2021        |                           |
| I Love You (But You're Boring)                                       | Singel           | 2023        |                           |
| Feast of Tongues                                                     | Singel           | 2024        |                           |
| A Psychic Wound                                                      | Singel           | 2024        |                           |
| 0898 HEARTACHE                                                       | Singel           | 2024        |                           |
| kms                                                                  | Singel           | 2024        |                           |
| All Hell                                                             | Album            | 2024        | 14                        |